# Golden Globe for bedste skuespiller - musical eller komedie
Golden Globe for bedste skuespiller - musical eller komedie er en Golden Globe Award, der første gang blev uddelt i 1951 af Hollywood Foreign Press Association, for en præstation i en komedie eller musical udgivet i det foregående år.

## Vindere og nominerede

### 1950s
| År   | Skuespiller       | Karakter                  | Film                    |
| ---- | ----------------- | ------------------------- | ----------------------- |
| 1950 | Fred Astaire      | Bert Kalmar               | Tre små ord             |
| 1951 | Danny Kaye        | Jack Martin / Henri Duran | Ved Rivieraen           |
| 1951 | Gene Kelly        | Jerry Mulligan            | En amerikaner i Paris   |
| 1952 | Donald O'Connor   | Cosmo Brown               | Singin' in the Rain     |
| 1953 | David Niven       | David Slater              | Månen er blå            |
| 1954 | James Mason       | Norman Maine              | En stjerne fødes        |
| 1955 | Tom Ewell         | Richard Sherman           | Den søde kløe           |
| 1956 | Cantinflas        | Passepartout              | Jorden rundt i 80 dage  |
| 1956 | Marlon Brando     | Sakini                    | Det lille tehus         |
| 1956 | Yul Brynner       | King Mongkut of Siam      | Kongen og jeg           |
| 1956 | Glenn Ford        | Captain Fisby             | Det lille tehus         |
| 1956 | Danny Kaye        | Hubert Hawkins            | Hofnarren               |
| 1957 | Frank Sinatra     | Joey Evans                | Pal Joey                |
| 1957 | Maurice Chevalier | Claude Chavasse           | Ariane                  |
| 1957 | Glenn Ford        | Lt. J. G. Max Siegel      | Vandet er vådt, sømand! |
| 1957 | David Niven       | Godfrey Smith             | Godfrey ordner alt      |
| 1957 | Tony Randall      | Rockwell P. Hunter        | Ih, du forbarmende!     |
| 1958 | Danny Kaye        | S. L. Jacobowsky          | Mig og obersten         |
| 1958 | Maurice Chevalier | Honoré Lachaille          | Gigi                    |
| 1958 | Clark Gable       | James Gannon              | Min yndlingspige        |
| 1958 | Cary Grant        | Philip Adams              | Indiskret               |
| 1958 | Louis Jourdan     | Gaston Lachaille          | Gigi                    |
| 1959 | Jack Lemmon       | Jerry / Daphne            | Ingen er fuldkommen     |
| 1959 | Clark Gable       | Russell Ward              | Mandens farligste alder |
| 1959 | Cary Grant        | Lt. Cmdr. Matt T. Sherman | U-båden der rødmede     |
| 1959 | Dean Martin       | Michael Haney             | Hvem var den dame?      |
| 1959 | Sidney Poitier    | Porgy                     | Porgy og Bess           |

### 1960'erne
| År   | Skuespiller          | Karakter                                              | Film |
| ---- | -------------------- | ----------------------------------------------------- | --- |
| 1960 | Jack Lemmon          | C. C. Baxter                                          | Nøglen under måtten                                                                                                   |
| 1960 | Dirk Bogarde         | Franz Liszt                                           | Franz Liszt - kunstner og elsker                                                                                      |
| 1960 | Cantinflas           | Pepe                                                  | Pepe |
| 1960 | Cary Grant           | Victor, Earl of Rhyall                                | Blåt blod og amerikansk olie(-konge)                                                                                  |
| 1960 | Bob Hope             | Larry Gilbert                                         | Forandring fryder |
| 1961 | Glenn Ford           | Dave, the Dude                                        | Lady for en dag |
| 1961 | Fred Astaire         | Pogo Poole                                            | Min datters far |
| 1961 | Richard Beymer       | Tony                                                  | West Side Story |
| 1961 | Bob Hope             | Adam Niles                                            | Ungkarl i paradis |
| 1961 | Fred MacMurray       | Ned Brainard                                          | Hop med professoren                                                                                                   |
| 1962 | Marcello Mastroianni | Ferdinando Cefalù                                     | Skilsmisse på italiensk                                                                                               |
| 1962 | Stephen Boyd         | Sam Rawlins                                           | Jumbo |
| 1962 | Jimmy Durante        | Anthony Wonder / Pop                                  | Jumbo |
| 1962 | Cary Grant           | Philip Shayne                                         | Sig det med mink |
| 1962 | Charlton Heston      | Captain Paul MacDougall / Benny the Snatch / Narrator | Duen der befriede Rom                                                                                                 |
| 1962 | Karl Malden          | Herbie Sommers                                        | Gypsy - striptease-dronningen                                                                                         |
| 1962 | Robert Preston       | Harold Hill                                           | The Music Man |
| 1962 | James Stewart        | Roger Hobbs                                           | Mr. Hobbs ta'r på ferie                                                                                               |
| 1963 | Alberto Sordi        | Amedeo Ferretti                                       | Amour i Stockholm |
| 1963 | Albert Finney        | Tom Jones                                             | Tom Jones |
| 1963 | James Garner         | Henry Tyroon                                          | Fup og fiduser |
| 1963 | Cary Grant           | Brian Cruikshank                                      | Charade - tre mand frem for en enke                                                                                   |
| 1963 | Jack Lemmon          | Nestor Paptu / Lord X                                 | Irma la Douce |
| 1963 | Jack Lemmon          | Mr. Hogan                                             | Under nam-nam-træet                                                                                                   |
| 1963 | Frank Sinatra        | Alan Barker                                           | Pas på ungkarlene |
| 1963 | Jonathan Winters     | Lennie Pike                                           | Hopla, vi lever! |
| 1964 | Rex Harrison         | Henry Higgins                                         | My Fair Lady |
| 1964 | Marcello Mastroianni | Domenico Soriano                                      | Ægteskab på italiensk                                                                                                 |
| 1964 | Peter Sellers        | Inspector Jacques Clouseau                            | Den lyserøde panter                                                                                                   |
| 1964 | Peter Ustinov        | Arthur Simpson                                        | Topkapi |
| 1964 | Dick Van Dyke        | Bert / Mr. Dawes, Sr.                                 | Mary Poppins |
| 1965 | Lee Marvin           | Kid Shelleen / Tim Strawn                             | Cat Ballou |
| 1965 | Jack Lemmon          | Professor Fate / Prince Hapnick                       | Alle tiders race |
| 1965 | Jerry Lewis          | Robert Reed                                           | En pige i sengen er bedre end tre i luften                                                                            |
| 1965 | Jason Robards        | Murray Burns                                          | Tusind klovner |
| 1965 | Alberto Sordi        | Count Emilio Ponticelli                               | Disse prægtige mænd i deres flyvende maskiner, eller hvordan jeg fløj fra London til Paris på 25 timer og 11 minutter |
| 1966 | Alan Arkin           | Lt. Yuri Rozanov                                      | Russerne kommer, russerne kommer!                                                                                     |
| 1966 | Alan Bates           | Jos Jones                                             | Georgy Girl |
| 1966 | Michael Caine        | Harry Dean                                            | Pas på hovedet |
| 1966 | Lionel Jeffries      | Stanley Farquhar                                      | Spionen med den kolde næse                                                                                            |
| 1966 | Walter Matthau       | Willie Gingrich                                       | Knald eller fald |
| 1967 | Richard Harris       | King Arthur                                           | Camelot |
| 1967 | Richard Burton       | Petruchio                                             | Trold kan tæmmes |
| 1967 | Rex Harrison         | Doctor John Dolittle                                  | Doktor Dolittle |
| 1967 | Dustin Hoffman       | Benjamin Braddock                                     | The Graduate |
| 1967 | Ugo Tognazzi         | Sergio Masini                                         | For meget for én mand                                                                                                 |
| 1968 | Ron Moody            | Fagin                                                 | Oliver! |
| 1968 | Fred Astaire         | Finian McLonergan                                     | Regnbuedalen |
| 1968 | Jack Lemmon          | Felix Ungar                                           | Hvem støver af? |
| 1968 | Walter Matthau       | Oscar Madison                                         | Hvem støver af? |
| 1968 | Zero Mostel          | Max Bialystock                                        | The Producers |
| 1969 | Peter O'Toole        | Arthur Chipping                                       | Farvel, Mr. Chips |
| 1969 | Dustin Hoffman       | John                                                  | John og Mary |
| 1969 | Lee Marvin           | Ben Rumson                                            | Når guldfeberen raser                                                                                                 |
| 1969 | Steve McQueen        | Boon Hogganbeck                                       | De tre fra Mississippi                                                                                                |
| 1969 | Anthony Quinn        | Italo Bombolini                                       | Santa Vittorias hemmelighed                                                                                           |

### 1970'erne
| År   | Skuespiller        | Karakter                                       | Film                              |
| ---- | ------------------ | ---------------------------------------------- | --------------------------------- |
| 1970 | Albert Finney      | Ebenezer Scrooge                               | Et juleventyr                     |
| 1970 | Richard Benjamin   | Jonathan Balser                                | Konen er gal                      |
| 1970 | Elliott Gould      | Captain John "Trapper" McIntyre                | M*A*S*H                           |
| 1970 | Jack Lemmon        | George Kellerman                               | Sikke'n nat                       |
| 1970 | Donald Sutherland  | Captain Benjamin "Hawkeye" Pierce              | M*A*S*H                           |
| 1971 | Topol              | Tevye                                          | Spillemand på en tagryg           |
| 1971 | Bud Cort           | Harold Chasen                                  | Harold og Maude                   |
| 1971 | Dean Jones         | Professor Dooley                               | Panik i andedammen                |
| 1971 | Walter Matthau     | Joseph P. Kotcher                              | Kotch - en helvedes go' bedstefar |
| 1971 | Gene Wilder        | Willy Wonka                                    | Charlie og chokoladefabrikken     |
| 1972 | Jack Lemmon        | Wendell Armbruster                             | Avanti - kom ind!                 |
| 1972 | Edward Albert      | Don Baker                                      | Fri som en sommerfugl             |
| 1972 | Charles Grodin     | Lenny Cantrow                                  | Hjerteknuseren                    |
| 1972 | Walter Matthau     | Pete                                           | Pete & Tillie                     |
| 1972 | Peter O'Toole      | Don Quixote de la Mancha / Miguel de Cervantes | Manden fra La Mancha              |
| 1973 | George Segal       | Steve Blackburn                                | En pikant affære                  |
| 1973 | Carl Anderson      | Judas Iskariot                                 | Jesus Christ Superstar            |
| 1973 | Richard Dreyfuss   | Curt Henderson                                 | Sidste nat med kliken             |
| 1973 | Ted Neeley         | Jesus Christ                                   | Jesus Christ Superstar            |
| 1973 | Ryan O'Neal        | Moses Pray                                     | Paper Moon                        |
| 1974 | Art Carney         | Harry Coombes                                  | Harry & Tonto                     |
| 1974 | James Earl Jones   | Rupert Marshall                                | Claudine                          |
| 1974 | Jack Lemmon        | Hildy Johnson                                  | Ryd forsiden                      |
| 1974 | Walter Matthau     | Walter Burns                                   | Ryd forsiden                      |
| 1974 | Burt Reynolds      | Paul "Wrecking" Crewe                          | Det skrappe hold                  |
| 1975 | George Burns       | Al Lewis                                       | Sunshine Boys                     |
| 1975 | Walter Matthau     | Willy Clark                                    | Sunshine Boys                     |
| 1975 | Warren Beatty      | George Roundy                                  | Shampoo                           |
| 1975 | James Caan         | Billy Rose                                     | Funny Lady                        |
| 1975 | Peter Sellers      | Inspector Jacques Clouseau                     | Den lyserøde panter springer igen |
| 1976 | Kris Kristofferson | John Howard                                    | En stjerne fødes                  |
| 1976 | Mel Brooks         | Mel Funn                                       | Silent Movie                      |
| 1976 | Peter Sellers      | Inspector Jacques Clouseau                     | Den lyserøde panter slår igen     |
| 1976 | Jack Weston        | Gaetano Proclo                                 | Det går helt agurk i saunaen      |
| 1976 | Gene Wilder        | George Caldwell                                | Chicago-ekspressen                |
| 1977 | Richard Dreyfuss   | Elliott Garfield                               | Hvem sover hvor?                  |
| 1977 | Woody Allen        | Alvy Singer                                    | Mig og Annie                      |
| 1977 | Mel Brooks         | Dr. Richard H. Thorndyke                       | Høj skræk                         |
| 1977 | Robert De Niro     | Jimmy Doyle                                    | New York, New York                |
| 1977 | John Travolta      | Tony Manero                                    | Saturday Night Fever              |
| 1978 | Warren Beatty      | Joe Pendleton                                  | Himlen må vente                   |
| 1978 | Alan Alda          | George                                         | Samme tid næste år                |
| 1978 | Gary Busey         | Buddy Holly                                    | The Buddy Holly Story             |
| 1978 | Chevy Chase        | Detective Tony Carlson                         | Pigen der vidste for meget        |
| 1978 | George C. Scott    | Gloves Malloy / Spats Baxter                   | Lige i stødet                     |
| 1978 | John Travolta      | Danny Zuko                                     | Grease                            |
| 1979 | Peter Sellers      | Chance                                         | Being There                       |
| 1979 | George Hamilton    | Grev Dracula                                   | Kærlighed ved første bid          |
| 1979 | Dudley Moore       | George Webber                                  | 10                                |
| 1979 | Burt Reynolds      | Phil Potter                                    | Lad os prøve igen                 |
| 1979 | Roy Scheider       | Joe Gideon                                     | All That Jazz                     |

### 1980'erne
| År   | Skuespiller       | Karakter                                           | Film                                  |
| ---- | ----------------- | -------------------------------------------------- | ------------------------------------- |
| 1980 | Ray Sharkey       | Vinnie Vacarri                                     | Idolmaker                             |
| 1980 | Neil Diamond      | Yussel Rabinovitch                                 | The Jazz Singer                       |
| 1980 | Tommy Lee Jones   | Doolittle Mooney Lynn                              | Coal Miner's Daughter                 |
| 1980 | Paul Le Mat       | Melvin Dummar                                      | Melvin og Howard                      |
| 1980 | Walter Matthau    | Miles Kendig                                       | Den vilde flugt                       |
| 1981 | Dudley Moore      | Arthur Bach                                        | Arthur - skidefuld og på rulleskøjter |
| 1981 | Alan Alda         | Jack Burroughs                                     | De fire årstider                      |
| 1981 | George Hamilton   | Don Diego Vega / Zorro / Wigglesworth / Ramon Vega | Zorro, The Gay Blade                  |
| 1981 | Steve Martin      | Arthur Parker                                      | Pennies from Heaven                   |
| 1981 | Walter Matthau    | Dan Snow                                           | Første mandag i oktober               |
| 1982 | Dustin Hoffman    | Michael Dorsey / Dorothy Michaels                  | Tootsie                               |
| 1982 | Peter O'Toole     | Alan Swann                                         | Det var tider                         |
| 1982 | Al Pacino         | Ivan Travalian                                     | Author! Author!                       |
| 1982 | Robert Preston    | Caroll "Toddy" Todd                                | Victor/Victoria                       |
| 1982 | Henry Winkler     | Chuck                                              | Natholdet                             |
| 1983 | Michael Caine     | Frank Bryant                                       | Lærenemme Rita                        |
| 1983 | Woody Allen       | Leonard Zelig                                      | Zelig                                 |
| 1983 | Tom Cruise        | Joel Goodson                                       | Fræk business                         |
| 1983 | Eddie Murphy      | Billy Ray Valentine                                | Bossen og bumsen                      |
| 1983 | Mandy Patinkin    | Avigdor                                            | Yentl                                 |
| 1984 | Dudley Moore      | Rob Salinger                                       | En kone for meget                     |
| 1984 | Steve Martin      | Roger Cobb                                         | Min bedre halvdel                     |
| 1984 | Eddie Murphy      | Axel Foley                                         | Frækkere end politiet tillader        |
| 1984 | Bill Murray       | Peter Venkman                                      | Ghostbusters                          |
| 1984 | Robin Williams    | Vladimir Ivanoff                                   | En russer i New York                  |
| 1985 | Jack Nicholson    | Charley Partanna                                   | Familiens ære                         |
| 1985 | Jeff Daniels      | Tom Baxter / Gil Sheperd                           | Den røde rose fra Cairo               |
| 1985 | Griffin Dunne     | Paul Hackett                                       | Efter fyraften                        |
| 1985 | Michael J. Fox    | Marty McFly                                        | Tilbage til fremtiden                 |
| 1985 | James Garner      | Murphy Jones                                       | Murphy, dit hjerte er i fare          |
| 1986 | Paul Hogan        | Michael J. "Crocodile" Dundee                      | Crocodile Dundee                      |
| 1986 | Matthew Broderick | Ferris Bueller                                     | En vild pjækkedag                     |
| 1986 | Jeff Daniels      | Charles Driggs                                     | Vild og blodig                        |
| 1986 | Danny DeVito      | Sam Stone                                          | Hvem snører hvem?                     |
| 1986 | Jack Lemmon       | Harvey Fairchild                                   | That's Life!                          |
| 1987 | Robin Williams    | Adrian Cronauer                                    | Good Morning, Vietnam                 |
| 1987 | Nicolas Cage      | Ronny Cammareri                                    | Lunefulde måne                        |
| 1987 | Danny DeVito      | Owen Lift                                          | Smid mor af toget                     |
| 1987 | William Hurt      | Tom Grunick                                        | Broadcast News                        |
| 1987 | Steve Martin      | C. D. Bales                                        | Roxanne - Næsen er i vejen            |
| 1987 | Patrick Swayze    | Johnny Castle                                      | Dirty Dancing                         |
| 1988 | Tom Hanks         | Josh Baskin                                        | Big                                   |
| 1988 | Michael Caine     | Lawrence Jamieson                                  | Fræk, frækkere, frækkest              |
| 1988 | John Cleese       | Archie Leach                                       | Fisken de kaldte Wanda                |
| 1988 | Robert De Niro    | Jack Walsh                                         | Midnight Run                          |
| 1988 | Bob Hoskins       | Eddie Valliant                                     | Hvem snørede Roger Rabbit             |
| 1989 | Morgan Freeman    | Hoke Colburn                                       | Driving Miss Daisy                    |
| 1989 | Billy Crystal     | Harry Burns                                        | Da Harry mødte Sally                  |
| 1989 | Michael Douglas   | Oliver Rose                                        | The War of the Roses                  |
| 1989 | Steve Martin      | Gil Buckman                                        | Hele den pukkelryggede familie        |
| 1989 | Jack Nicholson    | Jack Napier / The Joker                            | Batman                                |

### 1990'erne
| År   | Skuespiller           | Karakter | Film                             |
| ---- | --------------------- | --- | -------------------------------- |
| 1990 | Gérard Depardieu      | Georges Fauré                                                                                               | Green Card                       |
| 1990 | Macaulay Culkin       | Kevin McCallister                                                                                           | Alene hjemme                     |
| 1990 | Johnny Depp           | Edward Saksehånd                                                                                            | Edward Saksehånd                 |
| 1990 | Richard Gere          | Edward Lewis                                                                                                | Pretty Woman                     |
| 1990 | Patrick Swayze        | Sam Wheat                                                                                                   | Ghost                            |
| 1991 | Robin Williams        | Henry "Parry" Sagan                                                                                         | Fisher King                      |
| 1991 | Jeff Bridges          | Jack Lucas                                                                                                  | Fisher King                      |
| 1991 | Billy Crystal         | Mitch Robbins                                                                                               | Herretur                         |
| 1991 | Dustin Hoffman        | Captain Hook                                                                                                | Hook                             |
| 1991 | Kevin Kline           | Jeffrey Anderson / Rod Randall                                                                              | Soapdish                         |
| 1992 | Tim Robbins           | Griffin Mill                                                                                                | The Player                       |
| 1992 | Nicolas Cage          | Jack Singer                                                                                                 | Honeymoon i Las Vegas            |
| 1992 | Billy Crystal         | Buddy Young Jr.                                                                                             | Mr. Saturday Night               |
| 1992 | Marcello Mastroianni  | Joe Meledandri                                                                                              | Used People                      |
| 1992 | Tim Robbins           | Bob Roberts                                                                                                 | Bob Roberts                      |
| 1993 | Robin Williams        | Daniel Hillard / Mrs. Euphegenia Doubtfire                                                                  | Mrs. Doubtfire                   |
| 1993 | Johnny Depp           | Sam | Benny & Joon                     |
| 1993 | Tom Hanks             | Sam Baldwin                                                                                                 | Søvnløs i Seattle                |
| 1993 | Kevin Kline           | Dave Kovic / Bill Mitchell                                                                                  | Dave                             |
| 1993 | Colm Meaney           | Dessie Curley                                                                                               | The Snapper                      |
| 1994 | Hugh Grant            | Charles | Fire bryllupper og en begravelse |
| 1994 | Jim Carrey            | Stanley Ipkiss / The Mask                                                                                   | The Mask                         |
| 1994 | Johnny Depp           | Ed Wood | Ed Wood                          |
| 1994 | Arnold Schwarzenegger | Alex Hesse                                                                                                  | Junior                           |
| 1994 | Terence Stamp         | Ralph / Bernadette Bassenger                                                                                | Ørkendronningen Priscilla        |
| 1995 | John Travolta         | Chili Palmer                                                                                                | Get Shorty                       |
| 1995 | Michael Douglas       | Andrew Shepherd                                                                                             | Præsident på frierfødder         |
| 1995 | Harrison Ford         | Linus Larrabee                                                                                              | Sabrina                          |
| 1995 | Steve Martin          | George Banks                                                                                                | Brudens far 2                    |
| 1995 | Patrick Swayze        | Vida Boheme                                                                                                 | To Wong Foo                      |
| 1996 | Tom Cruise            | Jerry Maguire                                                                                               | Jerry Maguire                    |
| 1996 | Antonio Banderas      | Ché | Evita                            |
| 1996 | Kevin Costner         | Roy "Tin Cup" McAvoy                                                                                        | Tin Cup                          |
| 1996 | Nathan Lane           | Albert Goldman                                                                                              | The Birdcage                     |
| 1996 | Eddie Murphy          | Professor Sherman Klump / Buddy Love / Papa Klump / Mama Klump / Granny Klump / Ernie Klump / Lance Perkins | The Nutty Professor              |
| 1997 | Jack Nicholson        | Melvin Udall                                                                                                | Det bli'r ikke bedre             |
| 1997 | Jim Carrey            | Fletcher Reed                                                                                               | Fuld af løgn                     |
| 1997 | Dustin Hoffman        | Stanley Motss                                                                                               | Wag the Dog                      |
| 1997 | Samuel L. Jackson     | Ordell Robbie                                                                                               | Jackie Brown                     |
| 1997 | Kevin Kline           | Howard Brackett                                                                                             | In & Out                         |
| 1998 | Michael Caine         | Ray Say | Little Voice                     |
| 1998 | Antonio Banderas      | Alejandro Murrieta / Zorro                                                                                  | Zorro - Den maskerede hævner     |
| 1998 | Warren Beatty         | Senator Jay Billington Bulworth                                                                             | Bulworth                         |
| 1998 | John Travolta         | Governor Jack Stanton                                                                                       | Præsidentkandidaten              |
| 1998 | Robin Williams        | Dr. Hunter "Patch" Adams                                                                                    | Patch Adams                      |
| 1999 | Jim Carrey            | Andy Kaufman / Tony Clifton                                                                                 | Man on the Moon                  |
| 1999 | Robert De Niro        | Paul Vitti                                                                                                  | Analyze This                     |
| 1999 | Rupert Everett        | Lord Arthur Goring                                                                                          | Den ideelle mand                 |
| 1999 | Hugh Grant            | William "Will" Thacker                                                                                      | Notting Hill                     |
| 1999 | Sean Penn             | Emmet Ray                                                                                                   | Dur og mol                       |

### 2000'erne
| År   | Skuespiller            | Karakter                         | Film                                                                                |
| ---- | ---------------------- | -------------------------------- | ----------------------------------------------------------------------------------- |
| 2000 | George Clooney         | Ulysses Everett McGill           | O Brother, Where Art Thou?                                                          |
| 2000 | Jim Carrey             | The Grinch                       | Grinchen - Julen er stjålet                                                         |
| 2000 | John Cusack            | Rob Gordon                       | High Fidelity                                                                       |
| 2000 | Robert De Niro         | Jack Byrnes                      | Meet the Parents                                                                    |
| 2000 | Mel Gibson             | Nick Marshall                    | What Women Want                                                                     |
| 2001 | Gene Hackman           | Royal Tenenbaum                  | The Royal Tenenbaums                                                                |
| 2001 | Hugh Jackman           | Leopold Hausmann                 | Kate & Leopold                                                                      |
| 2001 | Ewan McGregor          | Christian                        | Moulin Rouge!                                                                       |
| 2001 | John Cameron Mitchell  | Hedwig Robinson                  | Hedwig and the Angry Inch                                                           |
| 2001 | Billy Bob Thornton     | Terry Lee Collins                | Bandits                                                                             |
| 2002 | Richard Gere           | Billy Flynn                      | Chicago                                                                             |
| 2002 | Nicolas Cage           | Charlie Kaufman / Donald Kaufman | Orkidé-tyven                                                                        |
| 2002 | Kieran Culkin          | Jason "Igby" Slocumb Jr.         | Igby Goes Down                                                                      |
| 2002 | Hugh Grant             | Will Freeman                     | About a Boy                                                                         |
| 2002 | Adam Sandler           | Barry Egan                       | Punch-Drunk Love                                                                    |
| 2003 | Bill Murray            | Bob Harris                       | Lost in Translation                                                                 |
| 2003 | Jack Black             | Dewey Finn                       | School of Rock                                                                      |
| 2003 | Johnny Depp            | Captain Jack Sparrow             | Pirates of the Caribbean: Den sorte forbandelse                                     |
| 2003 | Jack Nicholson         | Harry Sanborn                    | Når du mindst venter det                                                            |
| 2003 | Billy Bob Thornton     | Willie T. Stokes                 | Bad Santa                                                                           |
| 2004 | Jamie Foxx             | Ray Charles                      | Ray                                                                                 |
| 2004 | Jim Carrey             | Joel Barish                      | Evigt solskin i et pletfrit sind                                                    |
| 2004 | Paul Giamatti          | Miles Raymond                    | Sideways                                                                            |
| 2004 | Kevin Kline            | Cole Porter                      | De-Lovely                                                                           |
| 2004 | Kevin Spacey           | Bobby Darin                      | Beyond the Sea                                                                      |
| 2005 | Joaquin Phoenix        | Johnny Cash                      | Walk the Line                                                                       |
| 2005 | Pierce Brosnan         | Julian Noble                     | The Matador                                                                         |
| 2005 | Jeff Daniels           | Bernard Berkman                  | The Squid and the Whale                                                             |
| 2005 | Johnny Depp            | Willy Wonka                      | Charlie og chokoladefabrikken                                                       |
| 2005 | Nathan Lane            | Max Bialystock                   | The Producers                                                                       |
| 2005 | Cillian Murphy         | Patrick "Kitten" Braden          | Breakfast on Pluto                                                                  |
| 2006 | Sacha Baron Cohen      | Borat Sagdiyev                   | Borat: Cultural Learnings of America for Make Benefit Glorious Nation of Kazakhstan |
| 2006 | Johnny Depp            | Captain Jack Sparrow             | Pirates of the Caribbean: Død mands kiste                                           |
| 2006 | Aaron Eckhart          | Nick Naylor                      | Thank You for Smoking                                                               |
| 2006 | Chiwetel Ejiofor       | Lola Carter                      | Kinky Boots                                                                         |
| 2006 | Will Ferrell           | Harold Crick                     | Stranger than Fiction                                                               |
| 2007 | Johnny Depp            | Sweeney Todd / Benjamin Barker   | Sweeney Todd: Den djævelske barber fra Fleet Street                                 |
| 2007 | Ryan Gosling           | Lars Lindstrom                   | Lars and the Real Girl                                                              |
| 2007 | Tom Hanks              | Charlie Wilson                   | Charlie Wilson's War                                                                |
| 2007 | Philip Seymour Hoffman | Jon Savage                       | The Savages                                                                         |
| 2007 | John C. Reilly         | Dewey Cox                        | Walk Hard: The Dewey Cox Story                                                      |
| 2008 | Colin Farrell          | Ray                              | In Bruges                                                                           |
| 2008 | Javier Bardem          | Juan Antonio                     | Vicky Cristina Barcelona                                                            |
| 2008 | James Franco           | Saul Silver                      | Pineapple Express                                                                   |
| 2008 | Brendan Gleeson        | Ken Daley                        | In Bruges                                                                           |
| 2008 | Dustin Hoffman         | Harvey Shine                     | Sidste chance, Harvey                                                               |
| 2009 | Robert Downey Jr.      | Sherlock Holmes                  | Sherlock Holmes                                                                     |
| 2009 | Matt Damon             | Mark Whitacre                    | The Informant!                                                                      |
| 2009 | Daniel Day-Lewis       | Guido Contini                    | Nine                                                                                |
| 2009 | Joseph Gordon-Levitt   | Tom Hansen                       | (500) Days of Summer                                                                |
| 2009 | Michael Stuhlbarg      | Larry Gopnik                     | A Serious Man                                                                       |

### 2010s
| År   | Skuespiller          | Karakter                    | Film                          |
| ---- | -------------------- | --------------------------- | ----------------------------- |
| 2010 | Paul Giamatti        | Barney Panofsky             | Barneys mange liv             |
| 2010 | Johnny Depp          | The Mad Hatter              | Alice i Eventyrland           |
| 2010 | Johnny Depp          | Frank Tupelo                | The Tourist                   |
| 2010 | Jake Gyllenhaal      | Jamie Randall               | Love and Other Drugs          |
| 2010 | Kevin Spacey         | Jack Abramoff               | Casino Jack                   |
| 2011 | Jean Dujardin        | George Valentin             | The Artist                    |
| 2011 | Brendan Gleeson      | Sgt. Gerry Boyle            | The Guard                     |
| 2011 | Joseph Gordon-Levitt | Adam Lerner                 | 50/50                         |
| 2011 | Ryan Gosling         | Jacob Palmer                | Crazy, Stupid, Love.          |
| 2011 | Owen Wilson          | Gil Pender                  | Midnight in Paris             |
| 2012 | Hugh Jackman         | Jean Valjean                | Les Misérables                |
| 2012 | Jack Black           | Bernie Tiede                | Bernie                        |
| 2012 | Bradley Cooper       | Patrizio "Pat" Solitano Jr. | Silver Linings Playbook       |
| 2012 | Ewan McGregor        | Dr. Alfred Jones            | Laksefiskeri i Yemen          |
| 2012 | Bill Murray          | Franklin D. Roosevelt       | Hyde Park on Hudson           |
| 2013 | Leonardo DiCaprio    | Jordan Belfort              | The Wolf of Wall Street       |
| 2013 | Christian Bale       | Irving Rosenfeld            | American Hustle               |
| 2013 | Bruce Dern           | Woodrow "Woody" Grant       | Nebraska                      |
| 2013 | Oscar Isaac          | Llewyn Davis                | Inside Llewyn Davis           |
| 2013 | Joaquin Phoenix      | Theodore Twombly            | Hende                         |
| 2014 | Michael Keaton       | Riggan Thomson              | Birdman                       |
| 2014 | Ralph Fiennes        | Monsieur Gustave H.         | The Grand Budapest Hotel      |
| 2014 | Bill Murray          | Vincent MacKenna            | St. Vincent                   |
| 2014 | Joaquin Phoenix      | Larry "Doc" Sportello       | Inherent Vice                 |
| 2014 | Christoph Waltz      | Walter Keane                | Big Eyes                      |
| 2015 | Matt Damon           | Mark Watney                 | The Martian                   |
| 2015 | Christian Bale       | Michael Burry               | The Big Short                 |
| 2015 | Steve Carell         | Mark Baum                   | The Big Short                 |
| 2015 | Al Pacino            | Danny Collins               | Danny Collins                 |
| 2015 | Mark Ruffalo         | Cameron Stuart              | Infinitely Polar Bear         |
| 2016 | Ryan Gosling         | Sebastian Wilder            | La La Land                    |
| 2016 | Colin Farrell        | David Matthews              | The Lobster                   |
| 2016 | Hugh Grant           | St. Clair Bayfield          | Florence                      |
| 2016 | Jonah Hill           | Efraim Diveroli             | War Dogs                      |
| 2016 | Ryan Reynolds        | Wade Wilson / Deadpool      | Deadpool                      |
| 2017 | James Franco         | Tommy Wiseau                | The Disaster Artist           |
| 2017 | Steve Carell         | Bobby Riggs                 | Battle of the Sexes           |
| 2017 | Ansel Elgort         | Miles "Baby"                | Baby Driver                   |
| 2017 | Hugh Jackman         | P.T. Barnum                 | The Greatest Showman          |
| 2017 | Daniel Kaluuya       | Chris Washington            | Get Out                       |
| 2018 | Christian Bale       | Dick Cheney                 | Vice                          |
| 2018 | Lin-Manuel Miranda   | Jack                        | Mary Poppins vender tilbage   |
| 2018 | Viggo Mortensen      | Frank "Tony Lip" Vallelonga | Green Book                    |
| 2018 | Robert Redford       | Forrest Tucker              | Den sidste gentleman          |
| 2018 | John C. Reilly       | Oliver Hardy                | Stan & Ollie                  |
| 2019 | Taron Egerton        | Elton John                  | Rocketman                     |
| 2019 | Daniel Craig         | Benoit Blanc                | Knives Out - Var det mord?    |
| 2019 | Roman Griffin Davis  | Johannes "Jojo" Betzler     | Jojo Rabbit                   |
| 2019 | Leonardo DiCaprio    | Rick Dalton                 | Once Upon a Time in Hollywood |
| 2019 | Eddie Murphy         | Rudy Ray Moore              | Dolemite Is My Name           |

### 2020'erne
| År   | Skuespiller        | Karakter           | Film                                      |
| ---- | ------------------ | ------------------ | ----------------------------------------- |
| 2020 | Sacha Baron Cohen  | Borat Sagdiyev     | Borat Subsequent Moviefilm                |
| 2020 | James Corden       | Barry Glickman     | The Prom                                  |
| 2020 | Lin-Manuel Miranda | Alexander Hamilton | Hamilton                                  |
| 2020 | Dev Patel          | David Copperfield  | The Personal History of David Copperfield |
| 2020 | Andy Samberg       | Nyles              | Palm Springs                              |